# آب الوان
آب الوان، مرکز دهستان آب الوان و روستایی از توابع بخش سرآسیاب یوسفی شهرستان بهمئی در استان کهگیلویه و بویراحمد ایران است.

## جمعیت
روستای آب الوان در دهستان آب الوان قرار دارد و براساس سرشماری عمومی نفوس و مسکن در سال ۱۳۹۵، جمعیت آن برابر با ۲۵۳ نفر (۵۹ خانوار) بوده‌است.